# Manifest praski KONR
Manifest praski KONR (ros. Манифест КОНР) – wydany w Pradze 14 listopada 1944 dokument programowy Komitetu Wyzwolenia Narodów Rosji, oficjalnej reprezentacji Rosjan wobec władz III Rzeszy.
Prace nad stworzeniem dokumentu programowego Komitetu Wyzwolenia Narodów Rosji rozpoczęły się krótko po spotkaniu gen. Andrieja A. Własowa z Reichsführerem SS Heinrichem Himmlerem 16 września 1944 r. w Berlinie. Pod koniec września tego roku doszło do spotkania gen. Gieorgija N. Żylenkowa, naczelnika oddziału propagandy KONR, z prof. N. W. Kowalczukiem, redaktorem pisma „Заря” i adiutantem gen. G. N. Żylenkowa, Nikołajem A. Troickim, pracującym w redakcji pisma „Доброволец” oraz A. N. Zajcewem. Otrzymali oni zadanie opracowania programowego dokumentu politycznego KONR, który – według gen. A. A. Własowa – powinien nazywać się manifestem, a nie deklaracją. W opracowywaniu dokumentu byli też zaangażowani oficerowie propagandowi ze Szkoły propagandystów ROA w Dabendorfie oraz inni członkowie KONR. Były też stworzone 2 grupy eksperckie, liczące po 30 ludzi z „nowej” i „starej” emigracji, które zaproponowały swoje poprawki. To samo zrobiła Naukowa Rada KONR. Końcowy projekt dokumentu został poprawiony przez gen. G. N. Żylenkowa, który rozbił go na 14 punktów, nadając ostateczny kształt. Taka wersja została ostatecznie zaakceptowana z jednej strony przez gen. A. A. Własowa, z drugiej – przez H. Himmlera, który polecił dodatkowo uzupełnić manifest 2 punktami dotyczącymi walki z Żydami oraz z imperialistami brytyjskimi i amerykańskimi. Przygotowany tekst manifestu został przedstawiony podczas zebrania członków KONR 12 listopada. Doszło wówczas do poważnych sporów dotyczących punktów dodanych przez Reichsführera SS. Niektórzy domagali się wyrzucenia ich z tekstu manifestu, ale zdecydowała decyzja gen. G. N. Żylenkowa, który kazał je utrzymać. Na miejsce ogłoszenia manifestu postanowiono wybrać słowiańskie miasto. Wybór padł na Pragę, stolicę Protektoratu Czech i Moraw.
Już wieczorem 11 listopada do Pragi z Berlina przybył gen. G. N. Żylenkow i płk Michaił A. Meandrow wraz z 8 oficerami KONR. Od 12 listopada ustalili oni z niemieckimi władzami Protektoratu Czech i Moraw szczegółowy program imprezy. 13 listopada wieczorem do Pragi przybyli pociągiem członkowie i kandydaci na członków KONR, starsi oficerowie Sił Zbrojnych KONR, rosyjscy dziennikarze i przedstawiciele białej emigracji rosyjskiej. Oddzielnym pociągiem przyjechał gen. A. A. Własow i członkowie Prezydium KONR. Na stacji powitał go płk M. A. Meandrow i gen. mjr. Rudolf Toussaint, komendant garnizonu Pragi. Do hotelu, w którym zamieszkali członkowie KONR, przybył wkrótce gen. Ernst Köstring, pełniący funkcję Generała Formacji Wschodnich przy Dowództwie Wojsk Lądowych (OKH). Generał A. A. Własow zdążył jeszcze złożyć wizytę protektorowi Karlowi Hermannowi Frankowi. 14 listopada na Zamku Królewskim miała miejsce ceremonia przedstawienia Manifestu KONR. Wzięło w niej udział ok. 600 osób, w tym – oprócz gen. A. A. Własowa i innych członków KONR – protektor K. H. Frank, przedstawiciel władz III Rzeszy SS-Obergruppenführer Werner Lorenz, prezydent Emil Hácha, wyżsi wojskowi Sił Zbrojnych KONR i niemieckich sił zbrojnych, przedstawiciele zagranicznych ambasad w Protektoracie oraz białej emigracji rosyjskiej: gen. Wasilij W. Biskupski, gen. Aleksiej A. von Lampe, gen. Anton W. Turkul, ataman gen. Piotr N. Krasnow i ataman gen. Andriej G. Szkuro.
Ceremonia rozpoczęła się 5 minut przed godziną 15. O godzinie 15 przybył gen. A. A. Własow wraz z protektorem K. H. Frankiem i SS-Obergruppenführerem W. Lorenzem. Powitał ich gen. G. N. Żylenkow i płk M. A. Meandrow. Po zajęciu miejsc krótką mowę wstępną wygłosił członek KONR prof. S. M. Rudniew. Następnie przemawiał kolejno gen. A. A. Własow, protektor K. H. Frank, SS-Obergruppenführer W. Lorenz, ponownie gen. A. A. Własow i gen. Fiodor I. Truchin. Po zakończeniu jego przemówienia odbyły się wybory Prezydium KONR, którego wyniki przedstawił prof. S. M. Rudniew. Następnie gen. A. A. Własow odczytał treść Manifestu KONR, po czym na koniec podziękował protektorowi K. H. Frankowi i czeskim władzom Protektoratu. O godzinie 19 przez K. H. Franka został zorganizowany bankiet dla 60 rosyjskich i niemieckich gości z koncertem rosyjskich i niemieckich artystów oraz zebranie w Klubie Automobilowym dla wszystkich uczestników ceremonii. Po zakończeniu bankietu około godziny 2 w nocy gen. A. A. Własow wraz z członkami Prezydium KONR wrócił na dworzec kolejowy, skąd specjalnym pociągiem pojechał do Berlina. W tym czasie z Pragi wyjechali też pozostali niemieccy i rosyjscy uczestnicy ceremonii. 18 listopada w Berlinie treść Manifestu KONR została ogłoszona na masowym zebraniu rosyjskich robotników, inteligencji, wojskowych i działaczy różnego rodzaju.
Manifest praski KONR został opublikowany w piśmie „Голос Народа”. Podpisało go 37 członków KONR i 12 kandydatów na członków: przewodniczący KONR gen. A. A. Własow, członkowie KONR gen. Fiodor F. Abramow, G. Aleksiejew, prof. S. Andriejew, prof. G. Anufrijew, gen. Jewgienij I. Bałabin, Szamba Balinow, prof. Fiodor P. Bogatyrczuk, S. Wołchowski, płk Władimir I. Bojarski, K. Gordijenko, ppor. A. Dżanapow, gen. G. N. Żylenkow, gen. Dmitrij J. Zakutny, kpt. D. Ziablicki, J. Żerebkow, płk Siergiej K. Buniaczenko, płk Michaił A. Meandrow, A. Zajcew, prof. A. Karpinski, prof. N. Kowaliow, A. Lisowski, gen. Wasilij F. Małyszkin, feldfebel I. Mamiedow, prof. I. I. Moskwitinow, J. Muzyczenko, N. Podlaznik, prof. S. Rudniew, G. Saakajan, J. Tenzorow, gen. Fiodor I. Truchin, prof. A. Cagoł, Ch. Cymbał, kpt. I. Czanuch, Ibrahim Czulikow, F. F. Szlippe, F. Januszewska oraz kandydaci: por. W. Dubowiec, W. Jegorow, Aleksandr S. Kazancew, P. Kumin, D. Lewicki, J. Rodnyj, P. Siemionow, prof. L. Smirnow, prof. W. Stalmakow, prof. W. Tajarinow, mjr I. Tielnikow, A. Szczegłow. Na końcu spisu podpisanych znajdowała się następująca informacja: Nazwiska niektórych członków i kandydatów na członków Komitetu Wyzwolenia Narodów Rosji nie są opublikowane w związku z ich przebywaniem na terytorium ZSRR lub w celu zapewnienia im bezpieczeństwa.
Według manifestu celem KONR było:
- zrzucenie stalinowskiej tyranii, oswobodzenie narodów Rosji od bolszewickich rządów i przywrócenie im praw, jakie zdobyły w wyniku rewolucji lutowej 1917 r.,
- zakończenie wojny i zawarcie pokoju z III Rzeszą,
- stworzenie nowej, wolnej i ludowej państwowości rosyjskiej bez bolszewików i wyzyskiwaczy.

KONR głosił następujące hasła:
- równość wszystkich narodów Rosji i prawo do rozwoju narodowego oraz państwowej samodzielności,
- wprowadzenie rządów narodowo-ludowych, przy których wszystkie interesy państwa będą podporządkowane zadaniom zapewnienia rozwoju narodu,
- ochrona pokoju i ustanowienie dobrosąsiedzkich stosunków ze wszystkimi państwami oraz rozwijanie międzynarodowej pokojowej współpracy,
- szerokie prawa państwowe służące ochronie rodziny i małżeństwa oraz równouprawnienie kobiet,
- likwidacja przymusowej pracy i zapewnienie wszystkim pracującym prawa do swobodnej pracy, zapewniającej im pokrycie potrzeb materialnych oraz prawo do odpowiedniej zapłaty,
- likwidacja kołchozów i przekazanie ziemi chłopom, swoboda form uprawiania ziemi, swoboda sprzedaży produktów pochodzących z gospodarowania ziemią oraz zniesienie przymusowych dostaw,
- wprowadzenie swobody własności prywatnej, odbudowanie handlu i rzemiosła oraz przekazanie inicjatywie prywatnej prawa i możliwości uczestniczenia w przemysłowym życiu państwa,
- przywrócenie inteligencji możliwości swobodnej twórczości,
- wprowadzenie sprawiedliwości społecznej i ochrony pracujących przed wszelkim wyzyskiem, niezależnie od ich pochodzenia i wcześniejszej działalności,
- wprowadzenie dla wszystkich bez wyjątku prawa do bezpłatnej edukacji, pomocy lekarskiej, wypoczynku i emerytury,
- zniszczenie systemu rządów terroru i przymusu oraz likwidacja represji i masowych zsyłek, wprowadzenie swobody religii, sumienia, słowa, zebrań i prasy, równości wszystkich wobec prawa, niezależności sądownictwa,
- oswobodzenie więźniów politycznych bolszewizmu oraz przywrócenie im prawa powrotu do domów z więzień i łagrów oraz zaprzestanie represji za walkę z bolszewizmem, a z drugiej strony nie represjonowanie tych, którzy walczyli w imię bolszewizmu i Stalina,
- odbudowa zniszczonych w czasie wojny miast, wsi i fabryk na koszt państwa,
- ubezpieczenie państwowe inwalidów i ich rodzin.

Zniszczenie bolszewizmu i wygranie walki KONR uzależniało od wysiłku:
- Rosyjskiej Armii Wyzwoleńczej, Ukraińskiego Wojska Wyzwoleńczego, oddziałów kozackich i narodowych,
- antybolszewickich grup zbrojnych na sowieckich tyłach,
- opozycyjnych grup i organizacji wewnątrz narodu, aparatu państwowego i Armii Czerwonej.

Według części przekazów w pierwszym wariancie manifestu, nie tylko była wyraźnie zadeklarowana niezależność KONR od władz III Rzeszy, ale też występowały pewne hasła odwołujące się do idei monarchistycznych. Ta wersja manifestu miała mieć charakter progresywno-demokratyczny, odchodząc od większości haseł Rosyjskiego Ruchu Wyzwoleńczego (ROD). Mogłoby to sugerować, że jego faktycznymi autorami były głównie osoby nie związane z ROD, ale wywodzące się ze „starej” emigracji.